# Distretto di Nukus
Il distretto di Nukus è uno dei 14 distretti della Repubblica autonoma del Karakalpakstan, in Uzbekistan. Il capoluogo è Akmangit (usbeco Oqmang'it) . È un distretto principalmente agricolo con la più alta percentuale di raccolta di cotone per ettaro del paese grazie all'uso dell'irrigazione a goccia.